# Lilou Wadoux

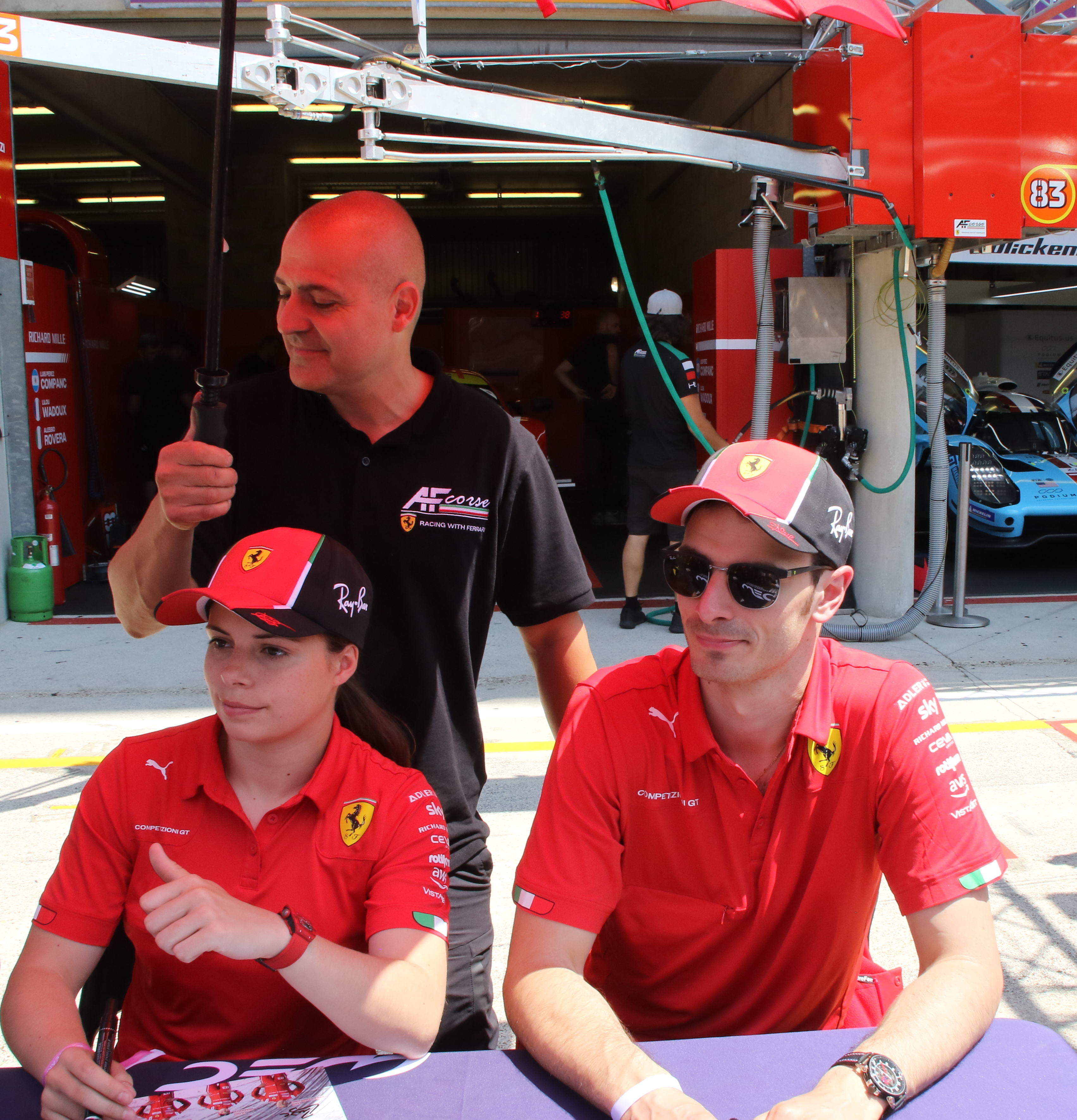
Lilou Wadoux (links) neben Alessio Rovera 2023 in Le Mans

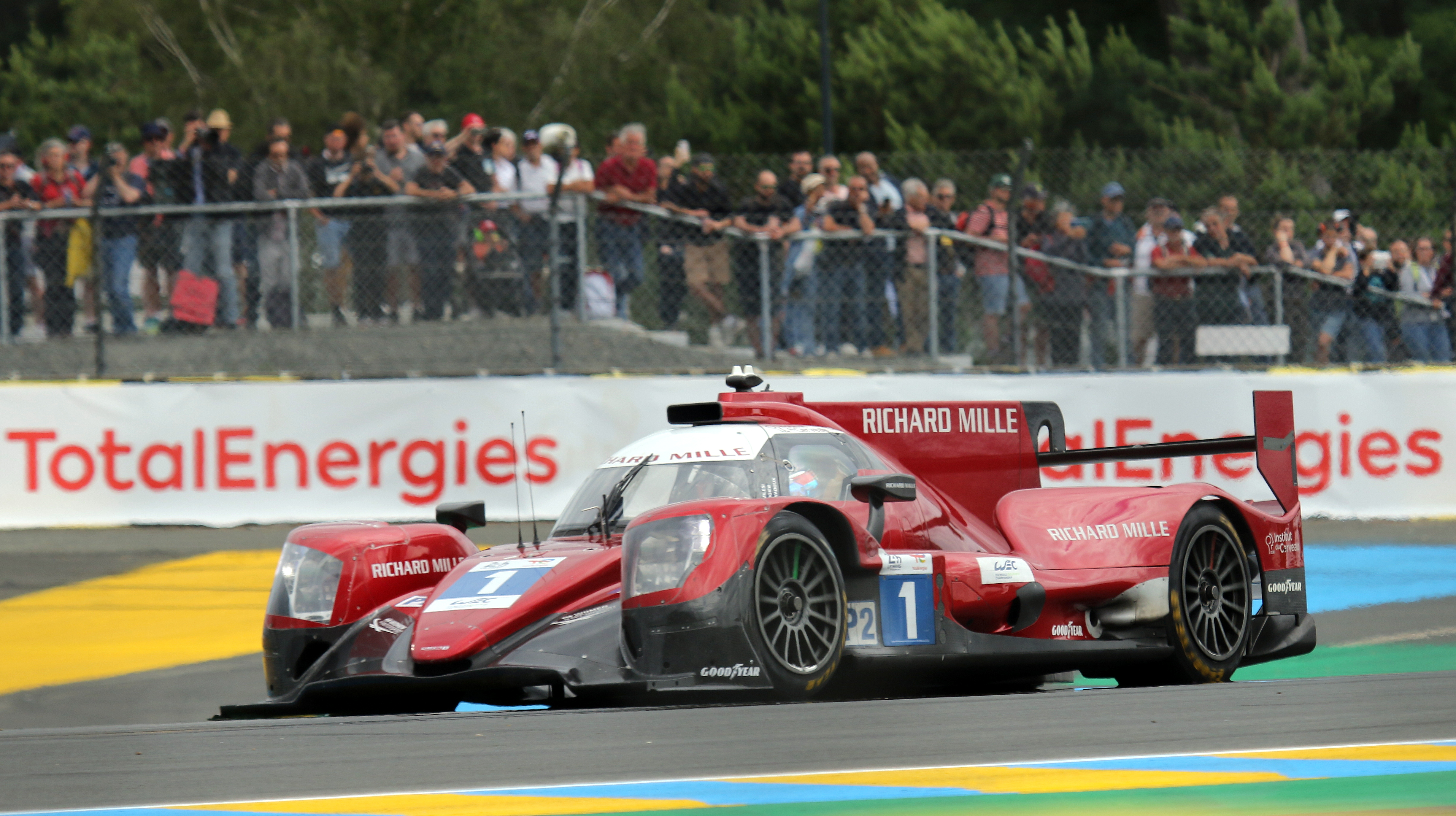
Lilou Wadoux im Oreca 07 beim 24-Stunden-Rennen von Le Mans 2022

Lilou Wadoux-Ducellier (geboren am 10. April 2001 in Amiens) ist eine französische professionelle Rennfahrerin, die derzeit für das Team Richard Mille AF Corse in der GTE-Am-Klasse der FIA-Langstreckenweltmeisterschaft (WEC) antritt. Sie gewann Rennen im Alpine Elf Europa Cup, erzielte Podiumsplatzierungen im Renault Clio Cup und nahm an der TCR Europe Touring Car Series teil. Bevor sie 2023 bei Ferrari als Werksfahrerin unterschrieb, fuhr sie in der WEC für das von Richard Mille geführte LMP2-Team von Signatech. 2023 konnte sie als erste Frau einen Klassensieg in der Langstreckenweltmeisterschaft feiern.

## Karriere

### Frühe Karriere
Obwohl ihr Vater Cédric kurzzeitig Rallyefahrer war, übte Wadoux in ihrer Jugend hauptsächlich Tennis aus. Mit dem Kartfahren begann sie erst im späten Alter von 14 Jahren, hauptsächlich zum Spaß. Mit der Unterstützung der Amienser Rennfahrer Julien und Florian Briché schaffte sie zwei Jahre später, 2017, den Sprung in den professionellen Rennsport. Wadoux begann in den französischen Markenpokalen in den unteren Klassen und hatte schon früh Erfolg: Im Peugeot 208 Racing Cup wurde sie Achter (Zweite in der Juniorenklasse) und im folgenden Jahr Gesamtdritte. Zu ihrer Saison 2018 gehörten auch vier Top-Ten-Platzierungen bei vier Gaststarts im übergeordneten Peugeot 308 Racing Cup sowie ein Auftritt bei einem zweitägigen Test, der von der FIA-Kommission für Frauen im Motorsport in Navarra für 15 Rennfahrerinnen organisiert wurde.
2019 konnte Wadoux mit einem Peugeot 308 TCR des Teams JSB Compétition von Briché den Schritt in die TCR Europe Touring Car Series machen. Ihre Saison wurde jedoch durch einen Unfall am dritten Rennwochenende der Saison in Spa-Francorchamps unterbrochen. Sie wurde von dem katarischen Fahrer Abdullah Ali Al Khelaifi getroffen, der nach einem Ausritt in Kurve 16 die Kontrolle über seinen Cupra León TCR verloren hatte, und ihr Auto überschlug sich mehrmals, bevor es schließlich zum Stillstand kam. Sie blieb zwar unverletzt, konnte aber aufgrund der finanziellen Schwierigkeiten nach dem Unfall nicht mehr an der Meisterschaft teilnehmen. Im Oktober desselben Jahres kehrte sie in den Rennsport zurück und nahm einmalig am Clio Cup Frankreich auf dem Circuit Paul Ricard teil, wo sie einen Podiumsplatz erreichte.

### Alpine Elf Europa Cup
Im Jahr 2020 wechselte Wadoux in den Alpine Elf Europa Cup, wo sie eine Alpine A110 für Autosport GP fuhr. Sie hatte eine konstante Debütsaison, in der sie alle zehn Rennen in den Top Ten beendete und acht Mal auf dem Podium stand, musste sich aber mit Platz 7 in der Gesamtwertung begnügen.
Das Jahr 2021 sollte sich als Wadoux’ Durchbruchsjahr erweisen. In der zweiten Saison des Alpine Elf Europa Cups mit Autosport GP beendete sie acht der zwölf Rennen auf dem Gesamtpodium und war Teil eines Dreikampfes um den Titel mit dem amtierenden Meister Jean-Baptiste Mela und Ugo de Wilde, der bis zum letzten Rennen andauerte. Sie gewann ein Rennen beim Saisonfinale in Portimão und wurde schließlich Gesamtdritte und Zweite in der Juniorenwertung.
Ein Höhepunkt in Wadoux’ Saison 2021 war ein Rennen am Circuit de la Sarthe im August. Bei der Teilnahme am Porsche Sprint Challenge France, einem Rahmenrennen der legendären 24h von Le Mans, fuhr Wadoux in einem für sie neuen Fahrzeug sofort mit einem Vorsprung von drei Sekunden auf Pole Position, und dominierte das Rennen vom Start bis ins Ziel.

### Langstreckenrennen
Im November 2021 wurde Wadoux zusammen mit zwei Fahrerinnen der W Series, Jamie Chadwick und Alice Powell, vom rein weiblichen LMP2 Richard Mille Racing Team eingeladen, am Rookie-Test der FIA World Endurance Championship in Bahrain teilzunehmen. Sie konnte überzeugen und wurde für die Saison 2022 im Rahmen der Umstellung des Teams auf ein gemischtes Team an der Seite von ELMS-Champion Charles Milesi und WRC-Legende Sébastien Ogier verpflichtet. Das Trio absolvierte die ersten drei Läufe der Saison gemeinsam und beendete die prestigeträchtigen 24 Stunden von Le Mans mit einem sechsten Platz, bevor der erfahrene LMP2-Rennfahrer Paul-Loup Chatin Ogier ablöste. Chatin fungierte auch als Mentor für Wadoux, indem er sie während ihrer Zeit als Teamkollegen anleitete und dem Team half, neue Höhen zu erreichen. Beim vierten Lauf in Monza lag das Trio gut zwei Stunden vor Schluss auf dem dritten Platz, als Prema-Pilot Robert Kubica in der ersten Kurve die Kontrolle über sein Auto verlor und Chatin ins Schleudern brachte. Bei dem Zwischenfall wurde das Getriebe des Richard Mille-Boliden beschädigt, wodurch das Team von den Podiumsplätzen in die Punkteränge abrutschte. Nach dem achten Platz bei den letzten beiden Veranstaltungen in Fuji und Bahrain belegten Wadoux und Milesi mit 30 Punkten den 12. Platz.
Ende 2022 wurde Wadoux als eine von vier Fahrern von der WEC eingeladen, am Rookie-Test nach der Saison in Bahrain teilzunehmen. Sie fuhr ein Hypercar, den Toyota GR010 Hybrid, und war damit die erste Frau seit Vanina Ickx im Jahr 2011, die einen Prototyp der Spitzenklasse fuhr.
Im Jahr 2023 schrieb die Französin Geschichte, als sie die erste Ferrari-Werksfahrerin überhaupt wurde. Wadoux wechselte von den Prototypen zu den GT-Fahrzeugen, blieb aber in der WEC und unterschrieb für das von Richard Mille unterstützte AF Corse Team. Sie wird einen Ferrari 488 GTE Evo in der LMGTE-Am-Kategorie an der Seite des Amateurfahrers Luis Pérez Companc und ihres Werksfahrerkollegen Alessio Rovera fahren. Beim dritten Rennen der Saison, den 6h von Spa-Francorchamps, konnte sie als erste Frau einen Klassensieg in der Langstreckenweltmeisterschaft feiern.

## Persönliches
In ihren frühen Teenagerjahren, bevor sie mit dem Rennsport begann, war Wadoux Tennisspielerin. Sie sagt, ihre Vorbilder seien der Tennisspieler Rafael Nadal und der Formel-1-Weltmeister Ayrton Senna, den ihr Vater, ein Amateur-Rallyefahrer, in den 90er Jahren bewunderte.

## Statistik

### Zusammenfassung
| Saison | Serie                                       | Team                       | Rennen | Siege | Poles | Schnellste Runden | Podien | Punkte | Position |
| ------ | ------------------------------------------- | -------------------------- | ------ | ----- | ----- | ----------------- | ------ | ------ | -------- |
| 2017   | Peugeot 208 Racing Cup                      | N/A                        | ?      | ?     | ?     | ?                 | ?      | ?      | 8        |
| 2018   | Peugeot 208 Racing Cup                      | N/A                        | ?      | ?     | ?     | ?                 | ?      | ?      | 3        |
| 2018   | Peugeot 308 Racing Cup                      | JSB Compétition            | 4      | 0     | 0     | 0                 | 0      | 0      | n. a.†   |
| 2019   | TCR Europe Touring Car Series               | JSB Compétition            | 5      | 0     | 0     | 0                 | 0      | 0      | 44       |
| 2019   | Clio Cup France                             | GPA Racing                 | 2      | 0     | 0     | 0                 | 1      | 0      | n. a.†   |
| 2020   | Alpine Elf Europa Cup                       | Autosport GP               | 10     | 0     | 0     | 1                 | 0      | 65     | 7        |
| 2021   | Alpine Elf Europa Cup                       | Patrick Roger Autosport GP | 12     | 1     | 0     | 1                 | 8      | 156    | 3        |
| 2021   | Porsche Sprint Challenge Le Mans            | CLRT                       | 1      | 1     | 1     | 1                 | 1      | N/A    | Sieg     |
| 2022   | FIA World Endurance Championship – LMP2     | Richard Mille Racing Team  | 6      | 0     | 0     | 0                 | 0      | 30     | 12       |
| 2022   | 24 Stunden von Le Mans – LMP2               | Richard Mille Racing Team  | 1      | 0     | 0     | 0                 | 0      | N/A    | 9        |
| 2023   | FIA World Endurance Championship – LMGTE Am | Richard Mille AF Corse     | 3      | 1     | 0     | 0                 | 2      | 43     | 2*       |

† Da Wadoux nur als Gaststarterin teilnahm, war sie nicht punkteberechtigt.* Saison läuft derzeit.

### Le-Mans-Ergebnisse
| Jahr | Team                      | Fahrzeug            | Teamkollege        | Teamkollege       | Platzierung | Ausfallgrund |
| ---- | ------------------------- | ------------------- | ------------------ | ----------------- | ----------- | ------------ |
| 2022 | Richard Mille Racing Team | Oreca 07            | Sébastien Ogier    | Charles Milesi    | Rang 13     |              |
| 2023 | Richard Mille AF Corse    | Ferrari 488 GTE Evo | Luís Pérez Companc | Alessio Rovera    | Ausfall     | Unfall       |
| 2025 | Richard Mille AF Corse    | Ferrari 296 GT3     | Custodio Toledo    | Riccardo Agostini | Rang 43     |              |

### Sebring-Ergebnisse
| Jahr | Team                   | Fahrzeug        | Teamkollege        | Teamkollege           | Platzierung | Ausfallgrund |
| ---- | ---------------------- | --------------- | ------------------ | --------------------- | ----------- | ------------ |
| 2024 | Richard Mille AF Corse | Oreca 07        | Luís Pérez Companc | Nicklas Nielsen       | Ausfall     | Motorschaden |
| 2025 | AF Corse               | Ferrari 296 GT3 | Simon Mann         | Alessandro Pier Guidi | Ausfall     | Motorschaden |

### Einzelergebnisse in der FIA-Langstrecken-Weltmeisterschaft
| Saison | Team                | Rennwagen       | 1   | 2   | 3   | 4   | 5   | 6   | 7   | 8   |
| ------ | ------------------- | --------------- | --- | --- | --- | --- | --- | --- | --- | --- |
| 2022   | Richard Mile Racing | Oreca 07        | SEB | SPA | LEM | MON | FUJ | BAH |     |     |
| 2022   | Richard Mile Racing | Oreca 07        | 15  | 14  | 13  | 35  | 12  | 12  |     |     |
| 2023   | AF Corse            | Ferrari 488 GTE | SEB | POR | SPA | LEM | MON | FUJ | BAH |     |
| 2023   | AF Corse            | Ferrari 488 GTE | DNF | 22  | 20  | DNF | 27  | 31  | 30  |     |
| 2025   | AF Corse            | Ferrari 296 GT3 | KAT | IMO | SPA | LEM | SAO | AUS | FUJ | BAH |
| 2025   | AF Corse            | Ferrari 296 GT3 | 43  |     |     |     |     |     |     |     |

### Übersicht Alpine Elf Europa Cup
(fett: Pole-Position, kursiv: schnellste Rennrunde)
| Jahr | Team                       | 1       | 2       | 3       | 4       | 5       | 6       | 7       | 8       | 9       | 10      | 11    | 12    | Rang | Punkte |
| ---- | -------------------------- | ------- | ------- | ------- | ------- | ------- | ------- | ------- | ------- | ------- | ------- | ----- | ----- | ---- | ------ |
| 2020 | Autosport GP               | NOG 1 7 | NOG 2 6 | NOG 3 8 | MAG 1 4 | MAG 2 4 | LEC 1 7 | LEC 2 5 | LEC 3 7 | POR 1 4 | POR 2 7 |       |       | 7    | 65     |
| 2021 | Patrick Roger Autosport GP | NOG 1 3 | NOG 2   | MAG 1 5 | MAG 2 3 | SPA 1 4 | SPA 2 3 | CAT 1 2 | CAT 2 4 | LEC 1 4 | LEC 2 6 | POR 1 | POR 2 | 3    | 156    |